# Tomelilla kommun
Tomelilla kommun er en kommune med 12 700 indbyggere i Skåne län (Skåne) i Sverige.

## Byer i kommunen
- Tomelilla (kommunesæde)
- Brösarp
- Onslunda
- Smedstorp
- Lunnarp
- Skåne-Tranås